# Henning Brand
Henning Brand ibland stavat Hennig Brand, född 1630, död 1710, var en tysk militär, kemist och alkemist från Hamburg som var verksam under andra hälften av 1600-talet. Han är känd för att han 1669 - av en slump - upptäckte grundämnet fosfor. Brand var helt övertygad om att det skulle gå att förvandla mänsklig urin till guld. Han samlade på sig ca 50 hinkar med mänsklig urin. Han sparade hinkarna i källaren och förvandlade dem till olika fasta vaxliknande substanser. Då gjorde Brand en viktig vetenskaplig upptäckt; urinen började glöda och fattade till och med eld när den kom i kontakt med luft. Det nya ämnet kallas fosfor som kommer från grekiskan, det betyder ung. ljus uppförande.
Eftersom fosfor var så pass svårt och dyrt att tillverka fanns det inga stora fabriker som producerade det till en början. Fosforn såldes för 115 kronor per gram i dagens mynt (dyrare än guld). Under 1750-talet kom svensken Carl Wilhelm Scheele på hur man skulle producera fosfor industriellt. Denna kunskap ledde senare till tändstickan.